# Alchemilla lithophila
Alchemilla lithophila é uma espécie de rosácea do gênero Alchemilla, pertencente à família Rosaceae.